# Byssolecania
Byssolecania — рід грибів родини Pilocarpaceae. Назва вперше опублікована 1921 року.

## Класифікація
До роду Byssolecania відносять 11 видів:
- Byssolecania deplanata
- Byssolecania fadeni
- Byssolecania fumosonigricans
- Byssolecania fuscolivida
- Byssolecania hymenocarpa
- Byssolecania pluriseptata
- Byssolecania scotia
- Byssolecania subvezdae
- Byssolecania usambarense
- Byssolecania variabilis
- Byssolecania vezdae